# Gebührenbescheid
Ein Gebührenbescheid ist in Deutschland ein Verwaltungsakt, mit dem von Amts wegen Gebühren festgesetzt werden.  Ein Gebührenbescheid ergeht in der Regel zusammen mit der gebührenpflichtigen Amtshandlung.

## Begriff und Funktion
Gebühren sind öffentlich-rechtliche Geldleistungen, die aus Anlass individuell zurechenbarer öffentlicher Leistungen dem Gebührenschuldner durch eine öffentlich-rechtliche Norm oder sonstige hoheitliche Maßnahme auferlegt werden und dazu bestimmt sind, in Anknüpfung an diese Leistung deren Kosten ganz oder teilweise zu decken.
Die Gebühren sollen den allgemeinen Aufwand der beteiligten Behörden für die konkrete Verwaltungsleistung abdecken, der über die im Einzelnen gesetzlich bestimmten Auslagen hinausgeht. Die Gebühren sind hierbei grundsätzlich nach dem Äquivalenzprinzip zu bemessen, d. h. die Gebühren müssen sowohl den entstandenen Verwaltungsaufwand aller an der Amtshandlung beteiligten Behörden als auch die Bedeutung der Amtshandlung für die Beteiligten berücksichtigen. Gebühren besitzen de facto Entgeltcharakter (vgl. § 3 Abs. 4 BGebG).

## Arten
Gebührenbescheide können in reine und gemischte Gebührenbescheide unterschieden werden.

### Reiner Gebührenbescheid
Hier werden von einer Behörde ausschließlich aufgrund Gesetz, öffentlich-rechtlicher Satzung, Rechtsverordnung u. a. in Form einer Gebührenordnung Beträge von einem Zahlungspflichtigen verlangt. Damit sollen die Aufwendungen und Kosten der Behörde gedeckt werden, die durch eine Rechtshandlung der Behörde für die Benutzung (sog. Benutzungsgebühr) oder die Verwaltung (sog. Verwaltungsgebühr) verursacht werden oder worden sind.

### Gemischter Gebührenbescheid
Wenn nicht allein Gebühren im Rechtssinne, sondern weitere Abgaben und Steuern in dem Verwaltungsakt festgesetzt werden, dann handelt es sich meist um einen Abgabenbescheid, der nur umgangssprachlich als Gebührenbescheid bezeichnet wird.

## Rechtsmittel
Gegen Gebührenbescheide kann unabhängig von der zugrunde liegenden Sachentscheidung Widerspruch eingelegt sowie anschließend Klage vor den Verwaltungsgerichten erhoben werden.
Ob Widerspruch und Klage gegen einen Gebührenbescheid aufschiebende Wirkung haben, ist strittig. Gem. § 80 Abs. 2 Satz 1 Nr. 1 VwGO entfällt die aufschiebende Wirkung bei der Anforderung von öffentlichen Abgaben und Kosten. Unter öffentlichen Abgaben sind zunächst Steuern, Gebühren und Beiträge im klassischen Sinn zu verstehen. Darüber hinaus sieht ein großer Teil der Rechtsprechung jegliche öffentlich-rechtliche Geldleistungspflicht mit Finanzierungsfunktion für einen öffentlichen Haushalt, die nicht gänzlich untergeordneter Zweck ist, als eine Abgabe im Sinne der Nr. 1 an. Die neuere Rechtsprechung lehnt deshalb die aufschiebende Wirkung ab. Teile der älteren Rechtsprechung und der Literatur haben sie dagegen bejaht. Wegen der Abhängigkeit der Kostentragungspflicht vom Ausgang der Sachentscheidung teile die Kostenentscheidung das rechtliche Schicksal der Sachentscheidung, und zwar auch hinsichtlich der aufschiebenden Wirkung einer Klage. § 80 Abs. 2 Satz 1 Nr. 1 VwGO erfasse nur selbständige Kostenforderungen wie Erstattungsansprüche oder Erschließungsbeitragsforderungen, nicht hingegen Kostenansprüche, die lediglich neben oder im Zusammenhang mit der Sachentscheidung zur Hauptsache geltend gemacht werden.

## Vollstreckung
Die Forderung aus dem Gebührenbescheid kann die Behörde selbstständig im Wege der Verwaltungsvollstreckung durchsetzen. Daraus wird die Titelfunktion des Gebührenbescheids ersichtlich.